# Station Goldthorpe
Goldthorpe is een spoorwegstation van National Rail in Goldthorpe, Barnsley in Engeland. Het station is eigendom van Network Rail en wordt beheerd door Northern Rail. 